# Hunter Museum of American Art

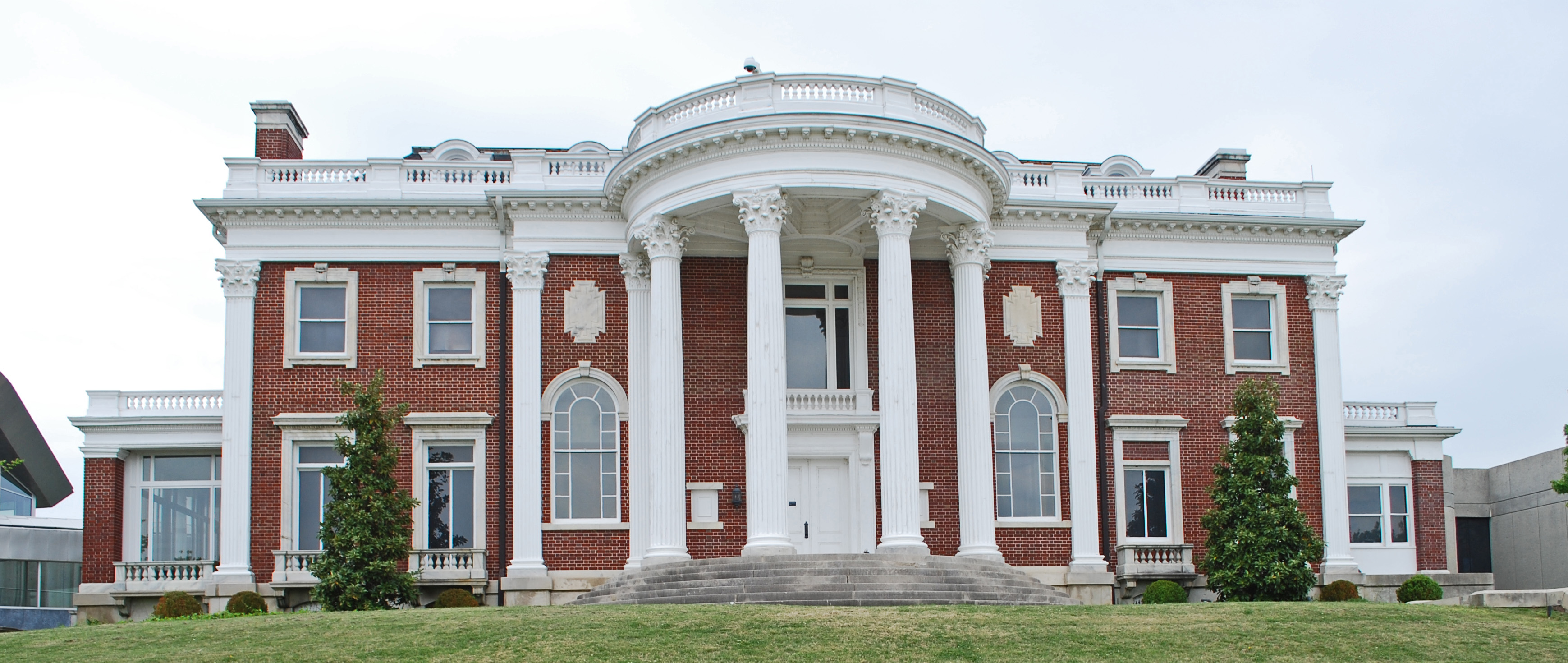
Faxon-Thomas Mansion uit 1904

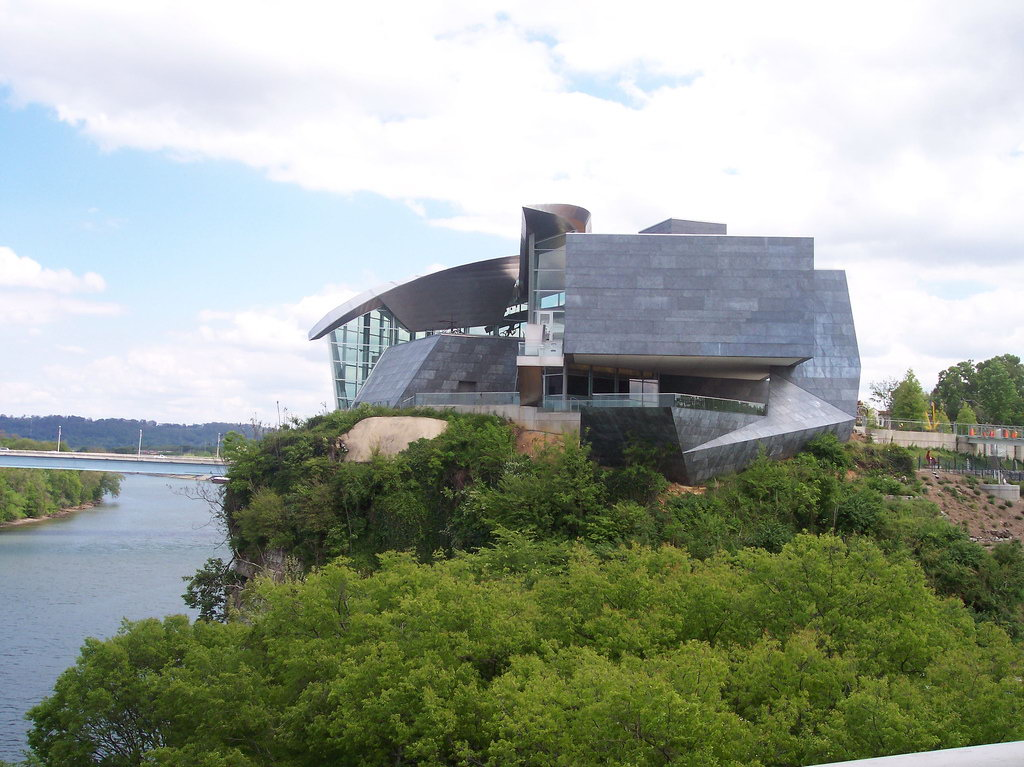
Uitbreiding 2002

Het Hunter Museum of American Art is een museum voor Amerikaanse kunst in Chattanooga in de staat Tennessee.
Het museum is in 1952 gesticht door de Chattanooga Art Association na verwerving van de Faxon-Thomas Mansion, dat in 1904 in de Edwardian stijl werd gebouwd door de architecten Mead and Garfield uit Cincinnati, op een heuvel, Bluff View, aan de rivier Tennessee. Een eerste uitbreiding van het museum, aanvankelijk de George Thomas Hunter Gallery of Art genaamd, vond plaats in 1975 met een moderne aanbouw.
In 2002 werd het museum aanzienlijk vergroot met een nieuwbouw in glas en staal naar een ontwerp van de architect Randall Stout uit Los Angeles.
De filantroop George Hunter, naar wie het museum werd genoemd, was de erfgenaam van de stichter van het Coca-Cola Bottling Co. imperium, zijn oom de kinderloze Benjamin Franklin Thomas.

## De collectie
De museumcollectie bestaat uit schilderkunst en grafiek van Amerikaanse kunstenaars van de koloniale periode tot hedendaagse kunst, alsmede beeldhouwkunst, glaskunst en meubelen.
Het museum toont werken van onder anderen James McNeill Whistler, Winslow Homer, Robert Henri, Helen Frankenthaler, Leonard Baskin, Louise Nevelson, George Segal, Dennis Oppenheim, Duane Hanson, Robert Rauschenberg en John Raymond Henry.